# Middle Temple

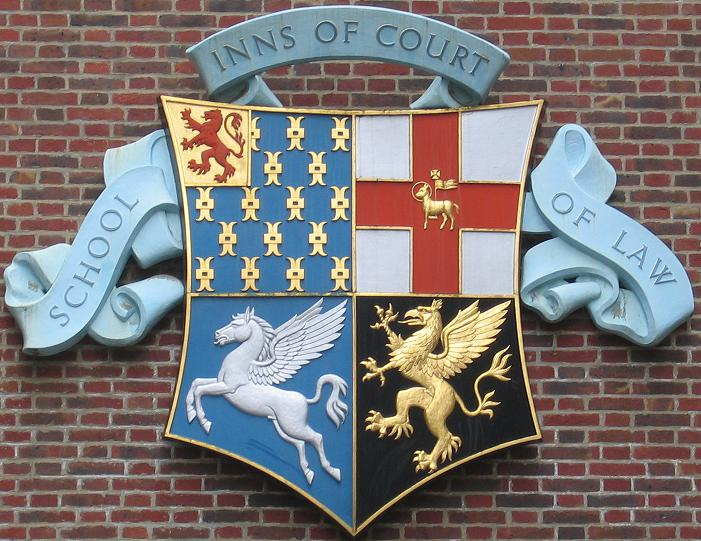
Stemma combinato delle quattro Inns of Court. Quello del Middle Temple in alto a destra

L'Onorevole Società del Middle Temple (in inglese The Honourable Society of the Middle Temple) è una delle quattro associazioni professionali inglesi (Inns of Court) di cui deve essere membro ogni avvocato. La Middle Temple ruota intorno alla Corte di giustizia (Royal Courts of Justice) di Londra.
Per il suo prestigio, rappresenta il nucleo ideale dell'identità dell'avvocato inglese (barrister).